# Jeroen Dijsselbloem
Jeroen René Victor Anton Dijsselbloem (Eindhoven, 29 maart 1966) is een Nederlandse landbouweconoom, politicus en bestuurder. Hij is lid van de PvdA. Sinds 13 september 2022 is hij burgemeester van Eindhoven. Sinds mei 2019 is hij voorzitter van Vereniging Natuurmonumenten.
Eerder was Dijsselbloem voorzitter van de adviescommissie van het Nationaal Groeifonds (2021–2022) en van de Onderzoeksraad voor Veiligheid (2019–2022), minister van Financiën (2012–2017), voorzitter van de Eurogroep en in die hoedanigheid tevens voorzitter van de raad van gouverneurs van het Europees Stabiliteitsmechanisme (2013–2018).
Daarvoor was Dijsselbloem namens de PvdA Tweede Kamerlid (2000–2002, 2002–2012 en 2017), fractievoorzitter van de PvdA in de Tweede Kamer (2012) en gemeenteraadslid van Wageningen (1994–1997).

## Jeugd, opleiding en loopbaan
Dijsselbloem groeide op in Stratum. Op zijn vierde verhuisde hij naar Son. Hij ging tot 1985 naar het vwo op het Eckartcollege. Hij komt uit een rooms-katholiek nest, maar is zelf niet gelovig. Zijn vader was leraar Engels en zijn moeder onderwijzeres op een basisschool. Hij studeerde van 1985 tot 1991 landbouweconomie aan de Landbouwuniversiteit Wageningen met een specialisatie in bedrijfseconomie, landbouwpolitiek en sociaal-economische geschiedenis. In het kader van zijn studie deed hij in 1991 doctoraal-onderzoek zuiveleconomie aan het University College Cork.
Van 1991 tot 1993 vervulde hij zijn plaatsvervangende dienstplicht op het ministerie van Landbouw, Natuurbeheer en Visserij. Van 1993 tot 1996 was Dijsselbloem beleidsmedewerker landbouw, natuur en milieu; van 1993 tot 1996 van de PvdA-Tweede Kamerfractie en van 1993 tot 1994 van de PvdA-delegatie in het Europees Parlement. Hij werkte van 1996 tot 2000 als plaatsvervangend hoofd van het Stafbureau Algemene Leiding op het ministerie van Landbouw, Natuurbeheer en Visserij. Van 1994 tot 1997 zat Dijsselbloem namens de PvdA in de gemeenteraad van Wageningen.

## Tweede Kamerlid
Dijsselbloem kwam op 28 maart 2000 tussentijds in de Tweede Kamer en hield zich daar bezig met veiligheid, vreemdelingenbeleid en grotestedenbeleid. Het verlies van de PvdA bij de verkiezingen van mei 2002 zorgde ervoor dat hij niet werd herkozen. Na een periode in dienst van een adviesbureau in Leusden kwam hij in november 2002 terug in het parlement als opvolger van Peter Rehwinkel.
Bij de Tweede Kamerverkiezingen 2003 werd Dijsselbloem herkozen. Met partijgenoten Diederik Samsom en Staf Depla voerde hij voor deze verkiezingen campagne als 'Rode Ingenieurs'. Hij hield zich sindsdien in de Kamer onder meer bezig met het integratie- en illegalenbeleid en zette zich verder onder meer in tegen gewelddadige computergames en seksistische videoclips. Hij verklaarde op 6 september 2007 dat hij graag een wending wilde zien in het debat met de islam en wees erop dat in dat debat te veel werd gesproken met conservatieve leiders en dat dit beter met progressieve moslims kon worden gevoerd. Hetzelfde jaar leidde hij de Commissie-Dijsselbloem bij het parlementair onderzoek naar de onderwijsvernieuwingen, die op 13 februari 2008 haar bevindingen presenteerde.
Na het vertrek van fractievoorzitter en partijleider Job Cohen was Dijsselbloem vanaf 20 februari 2012 waarnemend fractievoorzitter, tot de uitslag van de partijleiderverkiezing bekend werd gemaakt. Hij liet weten geen kandidaat te zijn om het fractievoorzitterschap definitief over te nemen. Bij de Tweede Kamerverkiezingen op 12 september 2012 werd Dijsselbloem herkozen als nummer 5 van de PvdA-kandidatenlijst. Bij de kabinetsformatie van 2012 was Dijsselbloem de secondant van PvdA-leider Diederik Samsom en onderhandelde hij samen met Mark Rutte en Stef Blok van de VVD over de vorming van een kabinet.

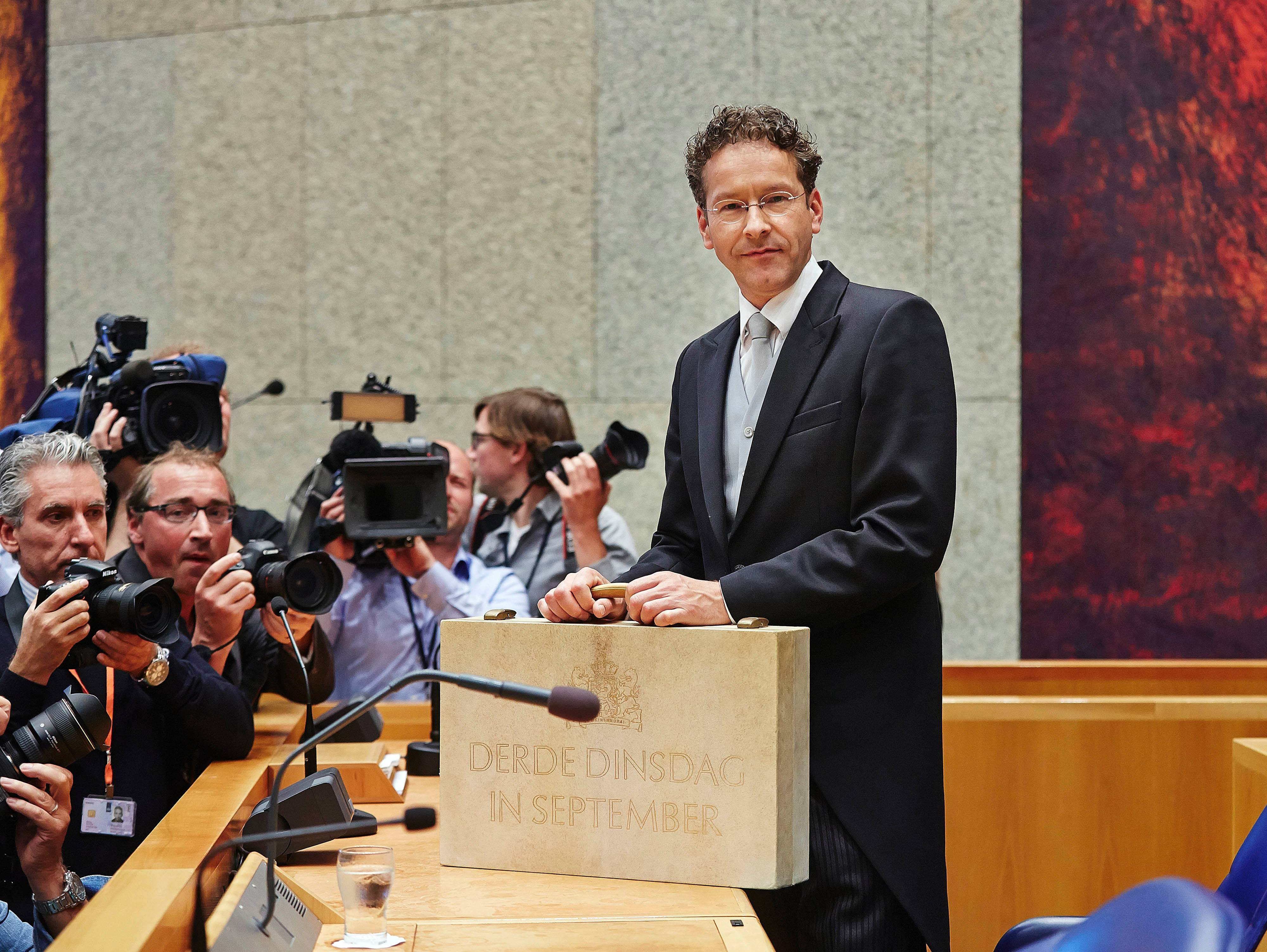
Dijsselbloem biedt op Prinsjesdag 2014 de Miljoenennota aan de Tweede Kamer aan.

## Voorzitter Eurogroep
Dijsselbloem werd op 5 november 2012 minister van Financiën in het kabinet-Rutte II. Vanaf half december van datzelfde jaar werd zijn naam veelvuldig genoemd als kandidaat om Jean-Claude Juncker op te volgen als voorzitter van de Eurogroep, het overleg tussen de ministers van Financiën van de zeventien eurolanden. Hij stelde zich daarvoor op 18 januari 2013 als enige officieel kandidaat en werd op 21 januari 2013 benoemd. Dijsselbloem werd op 13 juli 2015 herkozen als voorzitter van de Eurogroep. Hij moest voor de Eurogroep de onderhandelingen met Griekenland voeren over de Griekse staatsschuldencrisis. De Europese Raad kwam hierover op 13 juli 2015 tot een akkoord.
In een interview met de Frankfurter Allgemeine Zeitung in maart 2017 zei hij op een vraag over solidariteit tussen de noordelijke en zuidelijke eurolanden:
Als sociaal-democraat vind ik solidariteit heel belangrijk. Maar wie ze vraagt, heeft ook plichten. Ik kan niet mijn hele leven geld uitgeven aan drank en vrouwen om dan bij u mijn hand op te houden. Dat principe geldt op persoonlijk, lokaal, nationaal en evenzeer op Europees vlak.
De PES en de S&D-fractie vroegen hem op 22 maart 2017 in het Europees Parlement om naar aanleiding van enkele omstreden uitspraken uit deze functie ontslag te nemen. Er volgde op 3 april een veroordeling door het Europees Parlement, nadat hij een uitnodiging had afgeslagen om tijdens de plenaire vergadering van het Europees Parlement in Straatsburg aan een debat over Griekenland deel te nemen. Het Franse christendemocratisch europarlementslid Alain Lamassoure (CD) riep daarbij op om Dijsselbloem tot persona non grata in alle parlementsgebouwen te verklaren

## Verkiezingen 2017 en afscheid van de landelijke politiek
In de aanloop naar de Tweede Kamerverkiezingen van 2017 was Dijsselbloem coauteur van het PvdA-verkiezingsprogramma en lid van het campagneteam. Hij stond aanvankelijk op nummer 5 van de kandidatenlijst, maar nam daarmee evenwel geen genoegen en eiste een hogere plaats. Na wat stampij zette het partijbestuur hem alsnog op de 3e plaats. Bij de verkiezingen van 15 maart 2017 kreeg Dijsselbloem 51.695 voorkeurstemmen, het hoogste aantal stemmen binnen de PvdA-lijst na lijsttrekker Lodewijk Asscher.
Na enige maanden als demissionair minister van Financiën maakte Dijsselbloem vlak voor de beëdiging van het kabinet-Rutte III bekend dat hij de politiek zou verlaten. Hij maakte duidelijk dat hij het werk in de Kamer "niet meer kon opbrengen", "zich bezwaard te voelen" en "niet over de vuurkracht te beschikken om de PvdA er weer bovenop te helpen" en trad op 24 oktober 2017 als Kamerlid af. De media reageerden daar zeer kritisch op. Het NRC en de Volkskrant spraken van kiezersbedrog, de Telegraaf van haantjesgedrag en Het Financieele Dagblad voelde zich "ongemakkelijk". Hij bleef tot 12 januari 2018 aan als voorzitter van de Eurogroep.
Dijsselbloem heeft op 31 augustus 2018 een boek uitgebracht getiteld De Eurocrisis. Hij behandelt daarin zijn tijd als voorzitter van de Eurogroep, de Europese staatsschuldencrisis en in het bijzonder de Griekse staatsschuldencrisis. Sinds 13 september 2018 heeft hij een wekelijkse column in Het Financieele Dagblad. Vanaf begin 2019 leidde hij een commissie die adviseert over de rekenrente en rekenrendementen voor pensioenfondsen. Elke vijf jaar bekijkt een commissie met welke rendementen pensioenfondsen hun premies mogen berekenen en hoe de rekenrente wordt samengesteld die zij gebruiken voor hun dekkingsgraad.
In april 2019 werd bekendgemaakt dat hij per 1 mei Tjibbe Joustra ging opvolgen als voorzitter van de Onderzoeksraad voor Veiligheid (OVV). Vanaf mei 2019 is hij ook voorzitter van Vereniging Natuurmonumenten als opvolger van Hans Wijers. Vanaf 1 april 2019 was Dijsselbloem voorzitter van de raad van toezicht van Wageningen University & Research. In de zomer van 2019 was hij kandidaat voor het voorzitterschap van het Internationaal Monetair Fonds als opvolger van Christine Lagarde, maar hij trok zich terug nadat hij onvoldoende Europese steun had verworven. Op 1 december 2022 werd Elbert Dijkgraaf voorzitter van de raad van toezicht van Wageningen University & Research.
Vanaf 1 juli 2020 tot het burgemeesterschap in Eindhoven was Dijsselbloem lid van de Centrale Plan Commissie (CPC), het onafhankelijk advies- en toezichtsorgaan van het Centraal Planbureau. Daarnaast was hij tot het burgemeesterschap in Eindhoven voorzitter van de High Level Group on Financing Sustainability Transition. Op 30 maart 2021 werd hij benoemd tot als voorzitter van de onafhankelijke commissie van het Nationaal Groeifonds. De onafhankelijke commissie van het Nationaal Groeifonds beoordeelt investeringsvoorstellen en adviseert het kabinet hierover. In de komende 5 jaar is vanuit het Groeifonds 20 miljard euro beschikbaar om te investeren in projecten die bijdragen aan structurele economische groei. Deze functie legde hij neer toen hij burgemeester werd van Eindhoven. In september van hetzelfde jaar bracht hij het boek De onderwijsfamilie uit.

## Burgemeester van Eindhoven

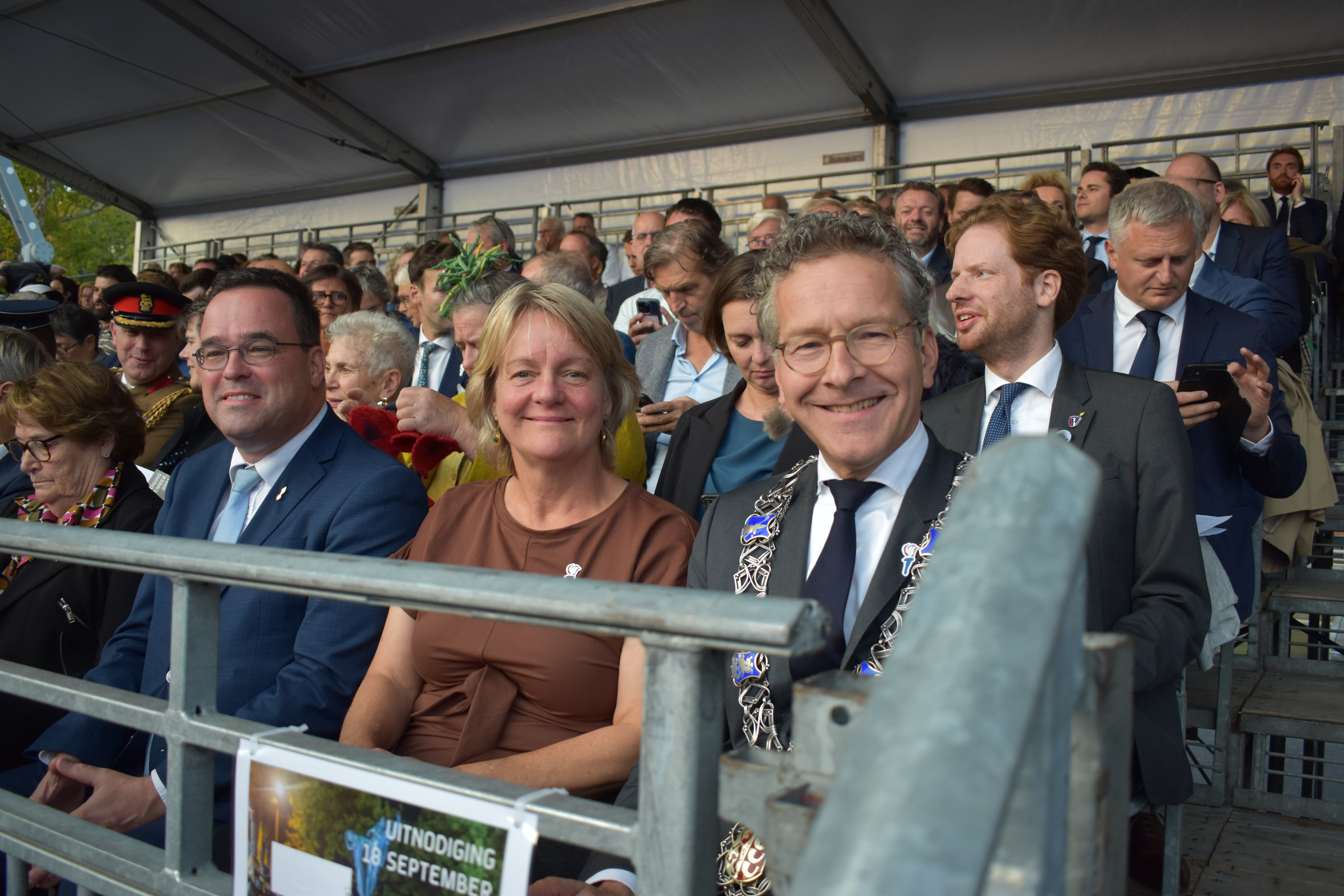
Dijsselbloem tijdens het Bevrijdingsdefilé in Eindhoven (2024)

Op 19 juli 2022 werd bekend dat Dijsselbloem door de gemeenteraad van Eindhoven is voorgedragen als nieuwe burgemeester, als opvolger van John Jorritsma. Op 2 september van dat jaar werd bekendgemaakt dat de ministerraad heeft besloten hem voor te dragen voor benoeming bij koninklijk besluit met ingang van 13 september 2022. Op die dag vonden ook de beëdiging en installatie plaats.
In zijn portefeuille heeft hij onder andere: openbare orde en veiligheid; toezicht en handhaving (excl. milieu-, bouw- en woningtoezicht); toezicht AVG; bestuurlijke coördinatie; representatie, public affairs en externe betrekkingen; internationale aangelegenheden en acquisitie; vergunningen evenementen; juridische zaken (advies, bezwaar, beroep en klachten). Als burgemeester is hij regioburgemeester van de Regionale Eenheid Oost-Brabant, voorzitter van de Taskforce Brabant Zeeland, voorzitter van de Veiligheidsregio Brabant-Zuidoost, voorzitter van de Metropoolregio Eindhoven, voorzitter van Stichting Brainport en voorzitter van RIEC Brabant-Zeeland.

## Onderscheidingen
- De prijs "Engel van het Jaar" 2007 van de ChristenUnie-jongerenorganisatie PerspectieF, omdat hij zich verzet tegen 'bloot op televisie'. In het Theater van Dalfsen gaf hij tijdens een interview met Han Noten op 24 oktober 2019 aan dat dit deels een misvatting blijkt te zijn. Hij is op zich niet tegen bloot op televisie, maar wel tegen het onnodig neerzetten van bloot en geweld in muziekclips en de gevolgen daarvan.
- Dijsselbloem won op 28 december 2008 NCRV's Nationale Nieuwsquiz.
- Op 22 mei 2013 de Duidelijketaalprijs van het Taalcentrum van de Vrije Universiteit.
- Werd op 15 december 2013 door de parlementaire pers tot politicus van het jaar verkozen.[42]

### Bestseller 60
| Boeken met noteringen in de Nederlandse Bestseller 60 | Jaar van verschijnen | Datum van binnenkomst | Hoogste positie | Aantal weken | Opmerkingen |
| ----------------------------------------------------- | -------------------- | --------------------- | --------------- | ------------ | ----------- |
| De eurocrisis                                         | 2018                 | 05-09-2018            | 8               | 5            |             |
| De onderwijsfamilie                                   | 2021                 | 15-09-2021            | 22              | 1            |             |

## Privéleven
Jeroen Dijsselbloem woont samen en heeft een zoon en een dochter.
- Gemeinsame Normdatei: 1171004737
- International Standard Name Identifier: 0000 0003 9209 2207
- Library of Congress Control Number: nb2018022490
- Nationale Bibliotheek van Polen: a0000002755235
- Nederlandse Thesaurus van Auteursnamen: 278580580
- Parlement.com: vg09lljnf6yy
- Virtual International Authority File: 238607866
- WorldCat: E39PBJrwRm84vrGtMkQ9P9Vgrq